# 兄弟愛と統一
兄弟愛と統一（きょうだいあい と とういつ、セルビア・クロアチア語:Bratstvo i jedinstvo / Братство и јединство、マケドニア語:Братство и единство / Bratstvo i edinstvo、スロベニア語:Bratstvo in enotnost、アルバニア語:Bashkim dhe Vëllazërim）は、第二次世界大戦のユーゴスラビア人民解放戦争（1941年 - 1945年）におけるユーゴスラビア共産党のスローガンであり、戦後はユーゴスラビア連邦の多民族政策の基本理念となった。
1941年の枢軸国によるユーゴスラビア侵攻の後、占領者やその協力者は組織的にユーゴスラビア地域での民族間憎悪を煽り立てた。枢軸国による傀儡政権、とりわけクロアチア独立国の成立と、それに続くクロアチア、およびボスニア・ヘルツェゴビナにおける大量のセルビア人やロマなどの虐殺、これに呼応したチェトニクによるクロアチア人の虐殺を、ユーゴスラビアの共産主義者は「兄弟殺し」と評した。ユーゴスラビアの解放のみがユーゴスラビア諸民族の自由をもたらすとの信念から、ファシスト勢力とその協力者に対する戦いの中で、ユーゴスラビア共産党はユーゴスラビアの主要諸民族および少数民族の間での「兄弟愛と統一」の概念を宣伝した。1943年に行われたユーゴスラビア人民解放反ファシスト会議（AVNOJ）の第2回の会合は、「兄弟愛と統一」の理念の具現化として知られている。
終戦後、このスローガンはユーゴスラビア人民連邦共和国の多民族間関係の公式政策となり、1963年および1974年の憲法で明文化された。1974年憲法では、ユーゴスラビアの主要民族としてセルビア人、クロアチア人、ムスリム人、マケドニア人、スロベニア人、モンテネグロ人が、またそれ以外に少数民族（マジャル人、アルバニア人、ブルガリア人など）があり、互いに対等であり平和的に連邦に共存し、また諸民族の類似性や相互依存性を宣伝して民族間の対立や憎悪の克服に努めた。この政策はまた、すべての経済機関を含む国家機関を諸民族が分有する仕組みを生み出し、国家や地域に住む住民の民族構成に基づいて、それぞれの民族が代表権を持つものとなった。
ユーゴスラビアでは工場、学校、催し物、民謡合唱団やスポーツ・クラブなどが「兄弟愛と統一」の呼称を使用しており、またリュブリャナ-ザグレブ-ベオグラード-スコピエを結ぶ幹線道路は「兄弟愛と統一道路」と呼ばれた。
ユーゴスラビアでは複数の有力者が「兄弟愛と統一」を脅かすものとして糾弾を受けており、排外主義や分離主義、民族統一主義などの主張は糾弾の対象となった。これによって訴追を受けた者の中には、後にボスニア・ヘルツェゴビナの初代大統領となったアリヤ・イゼトベゴヴィッチや、クロアチアの初代大統領となったフラニョ・トゥジマン、2代目大統領スティエパン・メシッチ、クロアチア軍の将軍となったアルバニア人のラヒム・アデミ（Rahim Ademi）などがいる。コソボのアルバニア人であるアデム・デマツィ（Adem Demaci）は、スパイ及び民族統一主義の容疑でほぼ30年にわたって収監された。